# Anthem (Rush)
Anthem är en låt av det kanadensiska bandet Rush. Den återfinns på albumet Fly by Night, utgivet den 15 februari 1975. Den finns också med på livealbumen All the World's a Stage och Different Stages samt på samlingsalbumen Chronicles och Retrospective I.
Rush spelade "Anthem" live 533 gånger. Efter att låten inte hade spelats sedan 1980 började Rush spela låten igen 2015. Den var med på den sista konserten de spelade, den 1 augusti 2015.
En cover på låten gjordes av thrash metal-bandet Anthrax och finns med på EP:n Anthems, släppt 2013.